# Măgura, Bihor
Măgura este un sat în comuna Pietroasa din județul Bihor, Crișana, România.

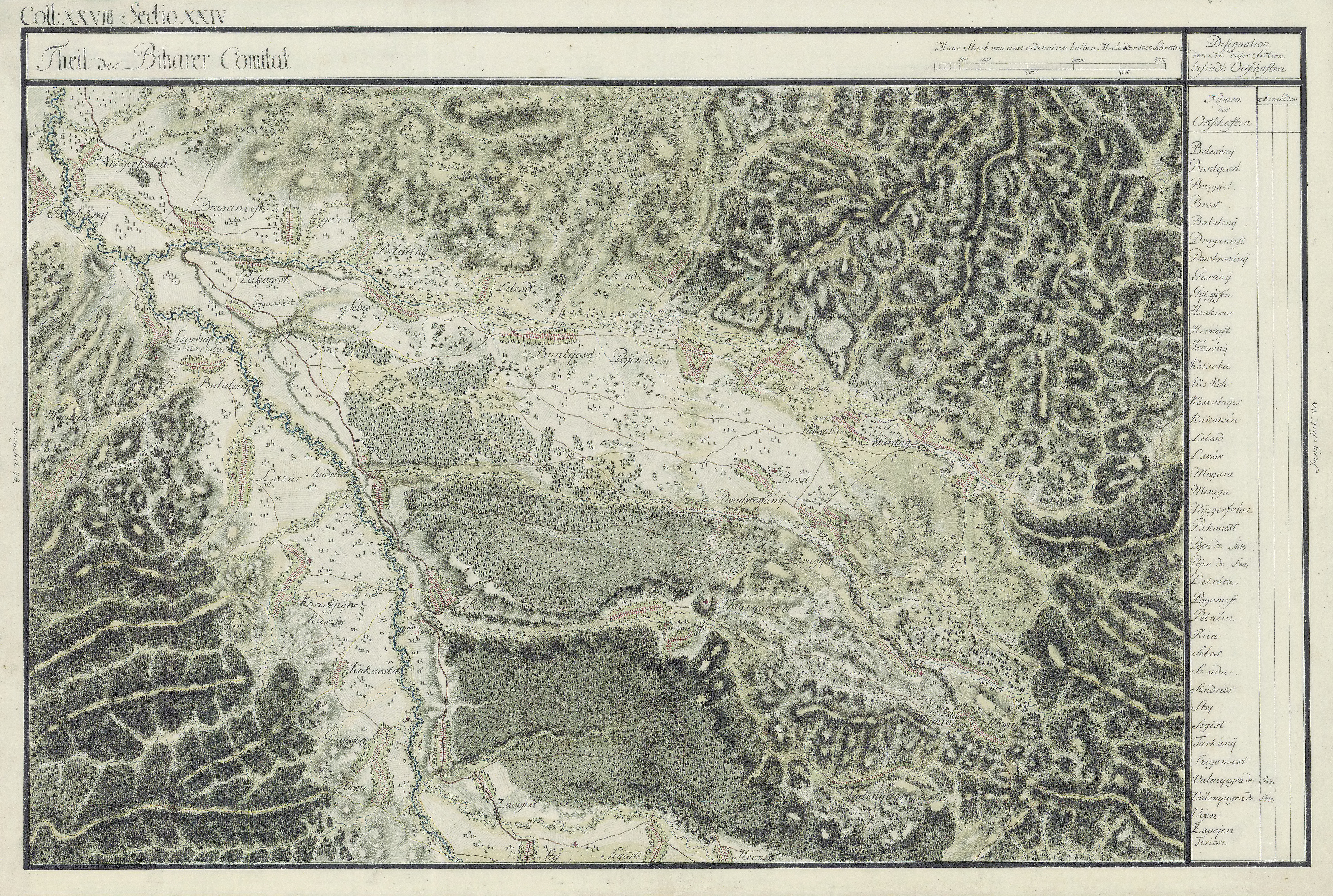
Măgura în Harta Iosefină a Comitatului Bihor, 1782-85

 Acest articol despre o localitate din județul Bihor este deocamdată un ciot. Puteți ajuta Wikipedia prin completarea lui.